# 预表
预表（Typology）是一种关于圣经研究的神学理论，除了就塔納赫經文去理解神的預言，也是一种在希伯来圣经（旧约圣经）与基督教圣经（新约圣经）之间建立联系的方法，认为新旧两约都来自于上帝的默示。

## 概念
预表始于初期教会。
旧约圣经中有些内容不适用于向基督徒傳教，例如，犹太教kosher律法（参见旧约圣经—基督教对于律法的观点），這會造成教義的衝突。因此在有些地方，按照神學研究，得出了旧约圣经不能作字面理解，而是作为新约圣经事件的寓言或预示的結論，特别是旧约圣经的事迹被看作耶稣生平事迹的预示。保罗在歌罗西书2章16-17节简明地阐述了这一学说 -“所以不拘在饮食上、或在节期、月朔、或安息日方面，都不可让人论断你们，这些原是要来之事的影儿，那实体却属于基督。”

这同样可见于新约圣经中的希伯来书。这样在旧约圣经中看见新约圣经，术语称为“预表”。预表的一个例证是旧约圣经中约拿和鱼的故事。中世纪对这个故事的寓意解释，认为这预表耶稣的埋葬，鱼的胃就是耶稣的坟墓：如同约拿3天后从鲸鱼腹中出来，基督也是3天后从坟墓里复活，参见马太福音 12章38–42节、16章1–4节、路加福音 11章29–32节。甚至，约拿称呼鱼腹为“阴间”。因此，中世纪文学艺术中只要提到约拿與魚，通常都是预表基督的埋葬与复活。

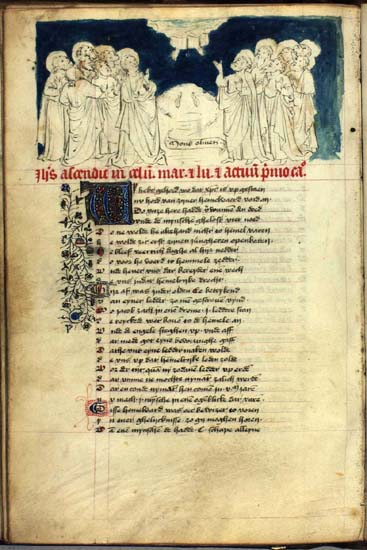
耶稣升天

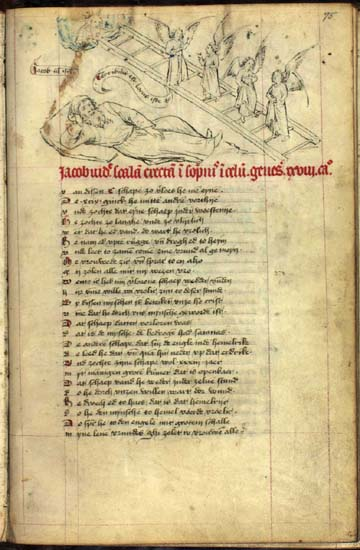
雅各的梯子

预表经常在艺术中得到表达；许多廣為人知的预表物件，成对地出现于主教座堂和普通教堂的雕刻，以及中世纪后期常见的插图本书籍中，2位最成功的编者是Speculum Humanae Salvationis和Biblia pauperum。

## 後續研究的例子
除此之外解经家们还在旧约圣经和新约圣经之间，还发现了其他许多预表的例证，其調查並獲得廣泛承認，诸如：
- 在旷野时，摩西起铜蛇（邪恶的象征）放在柱子上，被蛇咬的人望这柱子，就得到治愈[1]。耶稣宣称那铜蛇就是他自己的象征，因为“摩西在旷野怎样举蛇，人子也必照样被举起来，”[2]和“上帝使那不知罪的，替我们成为罪，好叫我们在祂里面成为上帝的义。”[3]
- 出埃及记17章11节记载，在与亚玛力人的战役中，“摩西何时举手，以色列人就得胜；何时垂手，亚玛力人就得胜。”解经家解释说，摩西举起手，预表耶稣在十字架上举手，因为当耶稣的手被举起时他死了，比喻与罪的战争已经完成，结果大获全胜 - “在基督里众人也都要活过来。”[4]。
- 其他最常见的预表还包括：4位主要的旧约先知以赛亚、耶利米、以西结和但以理，预表4位传福音者：马太、马可、路加和约翰；以色列的十二支派预表十二使徒等等都有解經出來。